# Campeonato Mundial de Patinação Artística no Gelo de 2021
O Campeonato Mundial de Patinação Artística no Gelo de 2021 foi a centésima décima edição do Campeonato Mundial de Patinação Artística no Gelo, um evento anual de patinação artística no gelo organizado pela União Internacional de Patinação (em inglês:  International Skating Union) onde os patinadores artísticos competem pelo título de campeão mundial nas categorias individual masculino, individual feminino, duplas e dança no gelo. A competição foi disputada entre os dias 22 de março e 28 de março, na cidade de Estocolmo, Suécia, e foi usada para determinar as cotas de entrada para cada federação no Campeonato Mundial de 2022 e nos Jogos Olímpicos de Inverno de 2022 .
Devido à pandemia COVID-19, os organizadores do evento sediaram o evento em uma "bolha" fechada, sem a presença da torcida e da imprensa.
Em decorrência da suspensão da Rússia pela WADA em todos os campeonatos mundiais até 2022, os atletas de nacionalidade russa competiram sob a bandeira da Federação Russa de Patinação Artística (FSR).

## Eventos
- Individual masculino
- Individual feminino
- Duplas
- Dança no gelo

## Resultados

### Individual masculino
| Pos.                                                  | Nome                 | Nacionalidade  | Pontuação total | PC | PC     | PL | PL     |
| ----------------------------------------------------- | -------------------- | -------------- | --------------- | -- | ------ | -- | ------ |
| 1                                                     | Nathan Chen          | Estados Unidos | 320.88          | 3  | 98.85  | 1  | 222.03 |
| 2                                                     | Yuma Kagiyama        | Japão          | 291.77          | 2  | 100.96 | 2  | 190.81 |
| 3                                                     | Yuzuru Hanyu         | Japão          | 289.18          | 1  | 106.98 | 4  | 182.20 |
| 4                                                     | Shoma Uno            | Japão          | 277.44          | 6  | 92.62  | 3  | 184.82 |
| 5                                                     | Mikhail Kolyada      | FSR            | 272.04          | 4  | 93.52  | 5  | 178.52 |
| 6                                                     | Keegan Messing       | Canadá         | 270.26          | 5  | 93.51  | 6  | 176.75 |
| 7                                                     | Jason Brown          | Estados Unidos | 262.17          | 7  | 91.25  | 8  | 170.92 |
| 8                                                     | Evgeni Semenenko     | FSR            | 258.45          | 10 | 86.86  | 7  | 171.59 |
| 9                                                     | Kévin Aymoz          | França         | 254.52          | 9  | 88.24  | 9  | 166.28 |
| 10                                                    | Cha Jun-hwan         | Coreia do Sul  | 245.99          | 8  | 91.15  | 13 | 154.84 |
| 11                                                    | Matteo Rizzo         | Itália         | 245.37          | 11 | 83.30  | 11 | 162.07 |
| 12                                                    | Daniel Grassl        | Itália         | 242.81          | 15 | 79.43  | 10 | 163.38 |
| 13                                                    | Yan Han              | China          | 235.31          | 12 | 81.52  | 14 | 153.79 |
| 14                                                    | Morisi Kvitelashvili | Geórgia        | 231.81          | 21 | 74.66  | 12 | 157.15 |
| 15                                                    | Lukas Britschgi      | Suíça          | 225.55          | 17 | 78.27  | 16 | 147.28 |
| 16                                                    | Aleksandr Selevko    | Estónia        | 222.06          | 24 | 70.74  | 15 | 151.32 |
| 17                                                    | Konstantin Milyukov  | Bielorrússia   | 221.33          | 16 | 78.86  | 17 | 142.47 |
| 18                                                    | Deniss Vasiļjevs     | Letônia        | 213.05          | 14 | 81.22  | 18 | 131.83 |
| 19                                                    | Michal Březina       | Chéquia        | 210.73          | 13 | 81.43  | 21 | 129.30 |
| 20                                                    | Donovan Carrillo     | México         | 204.78          | 23 | 73.91  | 19 | 130.87 |
| 21                                                    | Ivan Shmuratko       | Ucrânia        | 204.17          | 22 | 73.98  | 20 | 130.19 |
| 22                                                    | Jin Boyang           | China          | 199.15          | 19 | 77.95  | 22 | 121.20 |
| 23                                                    | Nikolaj Majorov      | Suécia         | 192.79          | 20 | 75.59  | 23 | 117.20 |
| 24                                                    | Alexei Bychenko      | Israel         | 190.45          | 18 | 78.05  | 24 | 112.40 |
| Não avançaram para a patinação livre / programa longo |                      |                |                 |    |        |    |        |
| 25                                                    | Vincent Zhou         | Estados Unidos | 70.51           | 25 | 70.51  | —  | —      |
| 26                                                    | Paul Fentz           | Alemanha       | 68.43           | 26 | 68.43  | —  | —      |
| 27                                                    | Vladimir Litvintsev  | Azerbaijão     | 68.43           | 27 | 68.43  | —  | —      |
| 28                                                    | Başar Oktar          | Turquia        | 67.14           | 28 | 67.14  | —  | —      |
| 29                                                    | Maurizio Zandron     | Áustria        | 63.88           | 29 | 63.88  | —  | —      |
| 30                                                    | Peter James Hallam   | Grã-Bretanha   | 61.56           | 30 | 61.56  | —  | —      |
| 31                                                    | Valtter Virtanen     | Finlândia      | 60.27           | 31 | 60.27  | —  | —      |
| 32                                                    | Mikhail Shaidorov    | Cazaquistão    | 59.14           | 32 | 59.14  | —  | —      |
| 33                                                    | Larry Loupolover     | Bulgária       | 58.93           | 33 | 58.93  | —  | —      |

### Individual feminino
| Pos.                                                  | Nome                   | Nacionalidade  | Pontuação total | PC                        | PC                        | PL                        | PL                        |
| ----------------------------------------------------- | ---------------------- | -------------- | --------------- | ------------------------- | ------------------------- | ------------------------- | ------------------------- |
| 1                                                     | Anna Shcherbakova      | FSR            | 233.17          | 1                         | 81.00                     | 2                         | 152.17                    |
| 2                                                     | Elizaveta Tuktamysheva | FSR            | 220.46          | 3                         | 78.86                     | 3                         | 141.60                    |
| 3                                                     | Alexandra Trusova      | FSR            | 217.20          | 12                        | 64.82                     | 1                         | 152.38                    |
| 4                                                     | Karen Chen             | Estados Unidos | 208.63          | 4                         | 74.40                     | 6                         | 134.23                    |
| 5                                                     | Loena Hendrickx        | Bélgica        | 208.44          | 10                        | 67.28                     | 4                         | 141.16                    |
| 6                                                     | Kaori Sakamoto         | Japão          | 207.80          | 6                         | 70.38                     | 5                         | 137.42                    |
| 7                                                     | Rika Kihira            | Japão          | 205.70          | 2                         | 79.08                     | 9                         | 126.62                    |
| 8                                                     | Olga Mikutina          | Áustria        | 198.77          | 11                        | 67.18                     | 7                         | 131.59                    |
| 9                                                     | Bradie Tennell         | Estados Unidos | 197.81          | 7                         | 69.87                     | 8                         | 127.94                    |
| 10                                                    | Lee Hae-in             | Coreia do Sul  | 193.44          | 8                         | 68.94                     | 11                        | 124.50                    |
| 11                                                    | Kim Ye-lim             | Coreia do Sul  | 191.78          | 5                         | 73.63                     | 13                        | 118.15                    |
| 12                                                    | Ekaterina Ryabova      | Azerbaijão     | 189.46          | 13                        | 64.11                     | 10                        | 125.35                    |
| 13                                                    | Madeline Schizas       | Canadá         | 185.78          | 9                         | 68.77                     | 14                        | 117.01                    |
| 14                                                    | Eva-Lotta Kiibus       | Estónia        | 181.47          | 19                        | 59.65                     | 12                        | 121.82                    |
| 15                                                    | Josefin Taljegård      | Suécia         | 178.10          | 15                        | 61.58                     | 16                        | 116.52                    |
| 16                                                    | Lindsay van Zundert    | Países Baixos  | 174.50          | 24                        | 57.72                     | 15                        | 116.78                    |
| 17                                                    | Alexandra Feigin       | Bulgária       | 173.52          | 17                        | 59.97                     | 18                        | 113.55                    |
| 18                                                    | Nicole Schott          | Alemanha       | 172.80          | 20                        | 59.09                     | 17                        | 113.71                    |
| 19                                                    | Satoko Miyahara        | Japão          | 172.30          | 16                        | 59.99                     | 19                        | 112.31                    |
| 20                                                    | Alina Urushadze        | Geórgia        | 169.01          | 18                        | 59.89                     | 20                        | 109.12                    |
| 21                                                    | Chen Hongyi            | China          | 162.79          | 22                        | 58.81                     | 21                        | 103.98                    |
| 22                                                    | Eliška Březinová       | Chéquia        | 155.14          | 21                        | 58.81                     | 22                        | 96.33                     |
| 23                                                    | Natasha McKay          | Grã-Bretanha   | 153.46          | 23                        | 58.15                     | 23                        | 95.31                     |
| 24                                                    | Jenni Saarinen         | Finlândia      | 146.54          | 14                        | 63.54                     | 24                        | 83.00                     |
| Não avançaram para a patinação livre / programa longo |                        |                |                 |                           |                           |                           |                           |
| 25                                                    | Alexia Paganini        | Suíça          | 57.23           | 25                        | 57.23                     | —                         | —                         |
| 26                                                    | Kailani Craine         | Austrália      | 56.86           | 26                        | 56.86                     | —                         | —                         |
| 27                                                    | Emily Bausback         | Canadá         | 55.74           | 27                        | 55.74                     | —                         | —                         |
| 28                                                    | Lara Naki Gutmann      | Itália         | 55.64           | 28                        | 55.64                     | —                         | —                         |
| 29                                                    | Emmy Ma                | Taipé Chinesa  | 55.63           | 29                        | 55.63                     | —                         | —                         |
| 30                                                    | Júlia Láng             | Hungria        | 54.20           | 30                        | 54.20                     | —                         | —                         |
| 31                                                    | Nelli Ioffe            | Israel         | 52.43           | 31                        | 52.43                     | —                         | —                         |
| 32                                                    | Ekaterina Kurakova     | Polónia        | 52.28           | 32                        | 52.28                     | —                         | —                         |
| 33                                                    | Angelīna Kučvaļska     | Letônia        | 47.94           | 33                        | 47.94                     | —                         | —                         |
| 34                                                    | Daša Grm               | Eslovênia      | 47.76           | 34                        | 47.76                     | —                         | —                         |
| 35                                                    | Anastasia Arkhipova    | Ucrânia        | 45.07           | 35                        | 45.07                     | —                         | —                         |
| 36                                                    | Emilea Zingas          | Chipre         | 43.20           | 36                        | 43.20                     | —                         | —                         |
| 37                                                    | Elžbieta Kropa         | Lituânia       | 41.31           | 37                        | 41.31                     | —                         | —                         |
| WD                                                    | Yi Christy Leung       | Hong Kong      | withdrew        | withdrew from competition | withdrew from competition | withdrew from competition | withdrew from competition |
| WD                                                    | Maé-Bérénice Méité     | França         | withdrew        | withdrew from competition | withdrew from competition | withdrew from competition | withdrew from competition |

- Yi Christy Leung de Hong Kong desistiu da competição devido a uma lesão.[5]
- Maé-Bérénice Méité da França sofreu uma ruptura do tendão de Aquiles após uma queda no programa curto e consequentemente desistiu da competição..[6]

### Duplas
| Pos.                                                  | Nome                                     | Nacionalidade  | Pontuação total | PC | PC    | PL | PL     |
| ----------------------------------------------------- | ---------------------------------------- | -------------- | --------------- | -- | ----- | -- | ------ |
| 1                                                     | Anastasia Mishina / Aleksandr Galliamov  | FSR            | 227.59          | 3  | 75.79 | 1  | 151.80 |
| 2                                                     | Sui Wenjing / Han Cong                   | China          | 225.71          | 2  | 77.62 | 2  | 148.09 |
| 3                                                     | Aleksandra Boikova / Dmitrii Kozlovskii  | FSR            | 217.63          | 1  | 80.16 | 4  | 137.47 |
| 4                                                     | Evgenia Tarasova / Vladimir Morozov      | FSR            | 212.76          | 4  | 71.46 | 3  | 141.30 |
| 5                                                     | Peng Cheng / Jin Yang                    | China          | 201.18          | 5  | 71.32 | 6  | 129.86 |
| 6                                                     | Kirsten Moore-Towers / Michael Marinaro  | Canadá         | 195.29          | 10 | 63.45 | 5  | 131.84 |
| 7                                                     | Alexa Knierim / Brandon Frazier          | Estados Unidos | 192.10          | 7  | 64.67 | 7  | 127.43 |
| 8                                                     | Nicole Della Monica / Matteo Guarise     | Itália         | 186.50          | 11 | 59.95 | 8  | 126.55 |
| 9                                                     | Ashley Cain-Gribble / Timothy LeDuc      | Estados Unidos | 185.31          | 6  | 64.94 | 9  | 120.37 |
| 10                                                    | Riku Miura / Ryuichi Kihara              | Japão          | 184.41          | 8  | 64.37 | 10 | 120.04 |
| 11                                                    | Miriam Ziegler / Severin Kiefer          | Áustria        | 182.30          | 9  | 64.01 | 11 | 118.29 |
| 12                                                    | Evelyn Walsh / Trennt Michaud            | Canadá         | 176.24          | 12 | 59.41 | 12 | 116.83 |
| 13                                                    | Annika Hocke / Robert Kunkel             | Alemanha       | 162.81          | 13 | 57.48 | 14 | 105.33 |
| 14                                                    | Ioulia Chtchetinina / Márk Magyar        | Hungria        | 157.87          | 18 | 51.21 | 13 | 106.66 |
| 15                                                    | Elizaveta Zhuk / Martin Bidař            | Chéquia        | 157.29          | 16 | 54.30 | 15 | 102.99 |
| 16                                                    | Anastasiia Metelkina / Daniil Parkman    | Geórgia        | 156.73          | 14 | 56.13 | 16 | 100.60 |
| 17                                                    | Rebecca Ghilardi / Filippo Ambrosini     | Itália         | 154.04          | 15 | 54.70 | 18 | 99.34  |
| 18                                                    | Bogdana Lukashevich / Alexander Stepanov | Bielorrússia   | 145.55          | 20 | 46.20 | 17 | 99.35  |
| 19                                                    | Anna Vernikov / Evgeni Krasnopolski      | Israel         | 145.03          | 17 | 53.67 | 20 | 91.36  |
| 20                                                    | Cléo Hamon / Denys Strekalin             | França         | 144.84          | 19 | 50.99 | 19 | 93.85  |
| Não avançaram para a patinação livre / programa longo |                                          |                |                 |    |       |    |        |
| 21                                                    | Lana Petranović / Antonio Souza-Kordeiru | Croácia        | 44.75           | 21 | 44.75 | —  | —      |
| 22                                                    | Daria Danilova / Michel Tsiba            | Países Baixos  | 43.12           | 22 | 43.12 | —  | —      |
| 23                                                    | Coline Keriven / Noël-Antoine Pierre     | França         | 42.12           | 23 | 42.12 | —  | —      |
| 24                                                    | Zoe Jones / Christopher Boyadji          | Grã-Bretanha   | 38.79           | 24 | 38.79 | —  | —      |

### Dança no gelo
| Rank                             | Name                                         | Nation         | Total points | RD                        | RD                        | FD                        | FD                        |
| -------------------------------- | -------------------------------------------- | -------------- | ------------ | ------------------------- | ------------------------- | ------------------------- | ------------------------- |
| 1                                | Victoria Sinitsina / Nikita Katsalapov       | FSR            | 221.17       | 1                         | 88.15                     | 1                         | 133.02                    |
| 2                                | Madison Hubbell / Zachary Donohue            | Estados Unidos | 214.71       | 2                         | 86.05                     | 3                         | 128.66                    |
| 3                                | Piper Gilles / Paul Poirier                  | Canadá         | 214.35       | 4                         | 83.37                     | 2                         | 130.98                    |
| 4                                | Madison Chock / Evan Bates                   | Estados Unidos | 212.69       | 3                         | 85.15                     | 4                         | 127.54                    |
| 5                                | Alexandra Stepanova / Ivan Bukin             | FSR            | 208.77       | 5                         | 83.02                     | 5                         | 125.75                    |
| 6                                | Charlène Guignard / Marco Fabbri             | Itália         | 205.20       | 6                         | 81.04                     | 6                         | 124.16                    |
| 7                                | Lilah Fear / Lewis Gibson                    | Grã-Bretanha   | 196.92       | 8                         | 77.42                     | 7                         | 119.50                    |
| 8                                | Laurence Fournier Beaudry / Nikolaj Sørensen | Canadá         | 196.88       | 7                         | 77.87                     | 8                         | 119.01                    |
| 9                                | Kaitlin Hawayek / Jean-Luc Baker             | Estados Unidos | 188.51       | 11                        | 75.08                     | 9                         | 113.43                    |
| 10                               | Tiffany Zahorski / Jonathan Guerreiro        | FSR            | 188.45       | 10                        | 75.58                     | 10                        | 112.87                    |
| 11                               | Sara Hurtado / Kirill Khaliavin              | Espanha        | 186.13       | 12                        | 74.26                     | 11                        | 111.87                    |
| 12                               | Natalia Kaliszek / Maksym Spodyriev          | Polónia        | 183.33       | 9                         | 76.12                     | 14                        | 107.21                    |
| 13                               | Wang Shiyue / Liu Xinyu                      | China          | 182.90       | 13                        | 73.97                     | 12                        | 108.93                    |
| 14                               | Marjorie Lajoie / Zachary Lagha              | Canadá         | 180.71       | 14                        | 72.00                     | 13                        | 108.71                    |
| 15                               | Allison Reed / Saulius Ambrulevičius         | Lituânia       | 178.18       | 15                        | 71.29                     | 15                        | 106.89                    |
| 16                               | Adelina Galyavieva / Louis Thauron           | França         | 173.55       | 16                        | 69.99                     | 16                        | 103.56                    |
| 17                               | Evgeniia Lopareva / Geoffrey Brissaud        | França         | 169.70       | 19                        | 66.80                     | 17                        | 102.90                    |
| 18                               | Katharina Müller / Tim Dieck                 | Alemanha       | 168.33       | 17                        | 68.37                     | 19                        | 99.96                     |
| 19                               | Misato Komatsubara / Tim Koleto              | Japão          | 167.81       | 18                        | 68.02                     | 20                        | 99.79                     |
| 20                               | Oleksandra Nazarova / Maxim Nikitin          | Ucrânia        | 167.34       | 20                        | 66.54                     | 18                        | 100.80                    |
| Não avançaram para a dança livre |                                              |                |              |                           |                           |                           |                           |
| 21                               | Juulia Turkkila / Matthias Versluis          | Finlândia      | 64.59        | 21                        | 64.59                     | —                         | —                         |
| 22                               | Natálie Taschlerová / Filip Taschler         | Chéquia        | 64.00        | 22                        | 64.00                     | —                         | —                         |
| 23                               | Anna Yanovskaya / Ádám Lukács                | Hungria        | 62.78        | 23                        | 62.78                     | —                         | —                         |
| 24                               | Holly Harris / Jason Chan                    | Austrália      | 60.73        | 24                        | 60.73                     | —                         | —                         |
| 25                               | Carolina Moscheni / Francesco Fioretti       | Itália         | 60.60        | 25                        | 60.60                     | —                         | —                         |
| 26                               | Shira Ichilov / Laurent Abecassis            | Israel         | 55.57        | 26                        | 55.57                     | —                         | —                         |
| 27                               | Yuliia Zhata / Berk Akalın                   | Turquia        | 52.21        | 27                        | 52.21                     | —                         | —                         |
| 28                               | Viktoria Semenjuk / Ilya Yukhimuk            | Bielorrússia   | 51.15        | 28                        | 51.15                     | —                         | —                         |
| 29                               | Chelsea Verhaegh / Sherim van Geffen         | Países Baixos  | 50.79        | 29                        | 50.79                     | —                         | —                         |
| 30                               | Ekaterina Kuznetsova / Oleksandr Kolosovskyi | Azerbaijão     | 46.19        | 30                        | 46.19                     | —                         | —                         |
| 31                               | Mina Zdravkova / Christopher M. Davis        | Bulgária       | 45.28        | 31                        | 45.28                     | —                         | —                         |
| WD                               | Tina Garabedian / Simon Proulx-Sénécal       | Armênia        | withdrew     | withdrew from competition | withdrew from competition | withdrew from competition | withdrew from competition |

- Tina Garabedian / Simon Proulx-Sénécal da Armênia não competiram devido a um teste positivo para COVID-19.[7]